# Abdihakem Abdirahman
Abdihakem Abdirahman (somali : Cabdihakiim Cabdiraxmaan), né le 1er janvier 1977 à Hargeisa en Somalie, est un athlète somalien naturalisé américain en 2000, spécialiste du 10 000 mètres et du marathon.

## Biographie
Après avoir été sélectionné en équipe américaine à trois reprises pour les Jeux olympiques sur 10 000 mètres, il obtient une des trois places qualificatives pour le marathon des Jeux de Londres en janvier 2012 à Houston. À Londres, il ne termine cependant pas la course.

### Palmarès
| Date | Compétition                            | Lieu     | Résultat | Épreuve     | Performance    |
| ---- | -------------------------------------- | -------- | -------- | ----------- | -------------- |
| 2000 | Jeux olympiques                        | Sydney   | 10e      | 10 000 m    | 27 min 46 s 17 |
| 1990 | Championnats du monde de cross-country | Ostende  | 15e      | Cross long  | 40 min 54 s    |
| 1990 | Championnats du monde de cross-country | Ostende  | 3e       | Par équipes | 87 pts         |
| 2002 | Championnats du monde de cross-country | Dublin   | 11e      | Cross long  | 36 min 03 s    |
| 2002 | Championnats du monde de cross-country | Dublin   | 5e       | Par équipes | 107 pts        |
| 2004 | Jeux olympiques                        | Athènes  | 15e      | 10 000 m    | 28 min 26 s 26 |
| 2005 | Championnats du monde                  | Helsinki | 13e      | 10 000 m    | 27 min 52 s 01 |
| 2007 | Championnats du monde                  | Osaka    | 7e       | 10 000 m    | 27 min 56 s 62 |
| 2008 | Jeux olympiques                        | Pékin    | 15e      | 10 000 m    | 27 min 52 s 53 |

### Records
| Épreuve       | Performance     | Lieu    | Date            |
| ------------- | --------------- | ------- | --------------- |
| 5 000 mètres  | 13 min 13 s 32  | Londres | 22 juillet 2005 |
| 10 000 mètres | 27 min 16 s 99  | Eugene  | 8 juin 2006     |
| Marathon      | 2 h 08 min 56 s | Chicago | 22 octobre 2006 |